# Ditomotarsus
Ditomotarsus (лат.) — род клопов из семейства древесных щитников. Эндемик Южной Америки (Аргентина, Чили).

## Описание
Длина тела около 1 см. От близких родов отличается следующими признаками: устье ароматической железы короткое, овальное или субовальное; антеклипеус не выходит за дистальные концы параклипеи; 1-й усиковый сегмент довольно чётко выступает за вершину головы; пронотум и верхняя часть головы никогда не бывают кроваво-красного цвета. Торакальный киль отсутствует; крылья нормальные и их костальный край не выпуклый и редко образует бугорок у основания; тело не вдавлено; брюшной шип отсутствеют; заднебоковые углы 7-го стернита никогда не выступают виде отростков. Антенны 5-члениковые. Лапки состоят из двух сегментов. Щитик треугольный и достигает середины брюшка, голени без шипов.
- Ditomotarsus hyadesi Signoret, 1885[7]
- Ditomotarsus punctiventris Spinola, 1852[8]
  - = Ruscoba sanguineiventris Stål, 1858